# Ulrich Robeiri

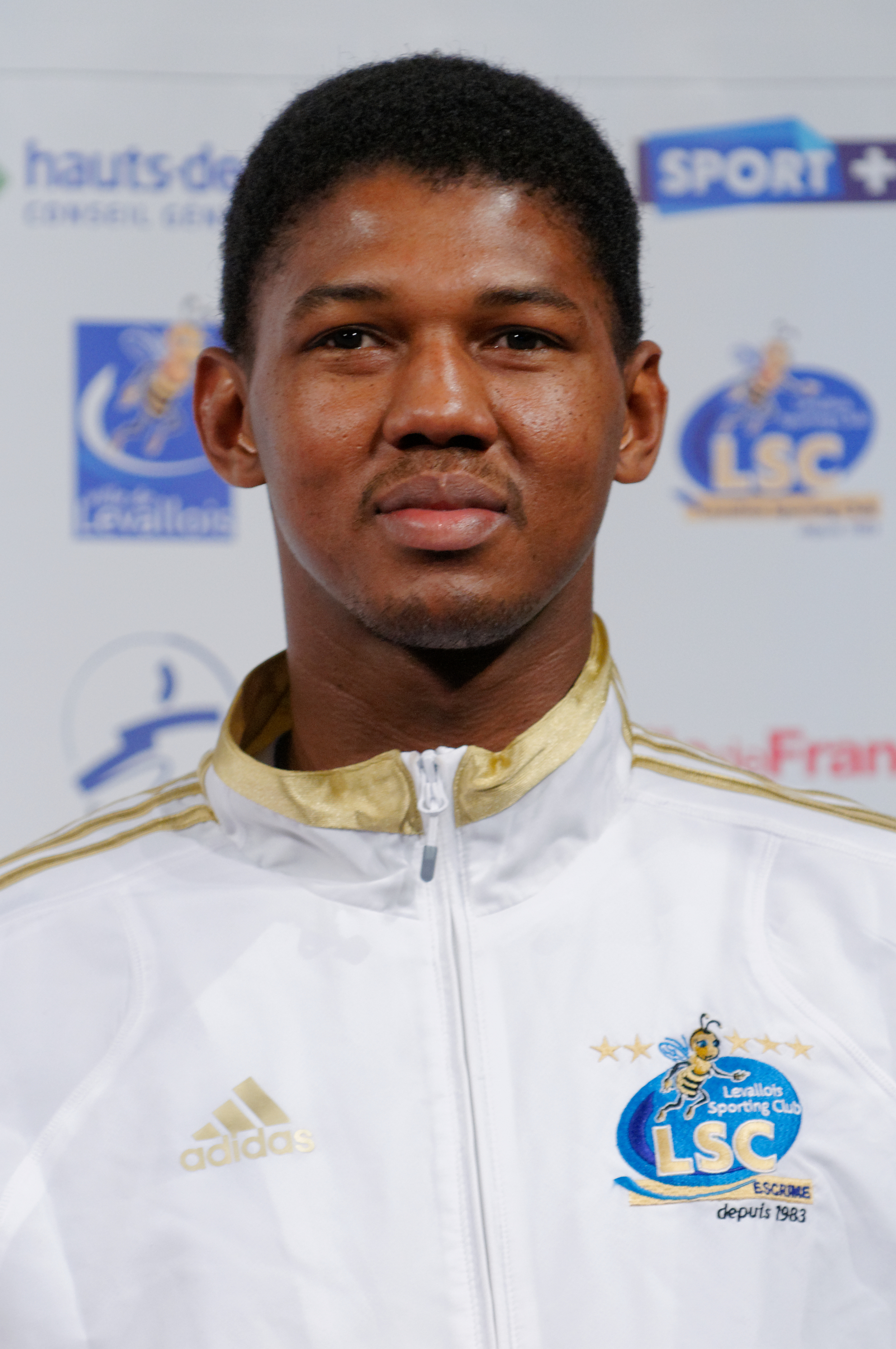
Ulrich Robeiri

Ulrich Dimitri Robeiri (* 26. Oktober 1982 in Cayenne, Französisch-Guayana) ist ein französischer Degenfechter, Olympiasieger und siebenfacher Weltmeister.

## Erfolge
Ulrich Robeiri gewann 2002 bei den Juniorenweltmeisterschaften in Antalya sowohl im Einzel als auch mit der Mannschaft.
2003 erfocht er bei den Weltmeisterschaften in Havanna Bronze im Einzel.
Mit der Mannschaft wurde er 2005, 2006 und 2007 Weltmeister.
Bei den Olympischen Spielen 2008 in Peking gewann er Gold mit der Mannschaft, im Einzel erreichte er den vierzehnten Platz.
Danach gewann die Mannschaft die Weltmeisterschaften 2009, 2010 und 2014. 2014 wurde er auch das erste Mal Einzelweltmeister.